# Talgona
A talgona (hangul: 달고나, RR: dalgona) vagy ppopki (hangul: 뽑기, RR: ppopgi) törökmézhez hasonló koreai édesség, mely olvasztott cukorba szódabikarbóna hozzáadásával készül. Nemzetközi ismertségre azután tett szert, hogy 2021-ben a Netflixen bemutatott Nyerd meg az életed című sorozatban fontos szerepet kapott.

## Elnevezései
A talgona (dalgona) eredetileg glükózból készült, drága cukorkát jelentett, míg a ppopki (ppopgi) a cukorból készült, formára nyomható édességet jelölte. A talgona (dalgona) könnyen penészedett, ezért idővel a szót elkezdték a ppopki (ppopgi)val azonos édességre használni. A két elnevezést leginkább Kjonggi (Gyeonggi)ban, Szöulban és Incshon (Incheon)ban használják a törökmézszerű édességre, regionálisan azonban többféle elnevezése is volt korábban. A média is az internet hatásának, valamint a szöuli régió kulturális befolyásának köszönhetően ma már országszerte leginkább a talgona (dalgona) nevet használják a fiatalok.
- ttigi (띠기):[7] Tedzson (Daejeon)ban, Cshungcshong (Chungcheong) tartomány nagy részén (Cshongdzsu (Cheongju) kivételével) és Csolla (Jeolla) nagy részén (Kvangdzsu (Gwangju) kivételével.
- kukcsa (gukja) (국자):[7] Tegu (Daegu)ban és Észak-Kjongszang (Gyeongsang)ban. Nevét onnan kapta, hogy merőkanálban (kukcsa (gukja)) készült.
- ccsokcsa (jjokja) (쪽자):[7] leginkább Dél-Kjongszang (Gyeongsang)ban használatos.
- orittegi / orittigi (오리떼기/오리띠기):[7] leginkább Maszan (Masan)ban használatos, ahol a helyi dialektus nyomán a vágni (origi) és húzni (ttegi) szavak összevonásából keletkezett.
- ttong-gvadzsa (ttong-gwaja) (똥과자):[7] Puszan (Busan)ban használatos, az édesség kinézete után „kakicukorka” lett a neve.
- ttegi (떼기):[7] Csedzsu (Jeju) szigetén használatos, egyes helyeken a ttikka (띠까) elnevezés is létezik.

## Készítése

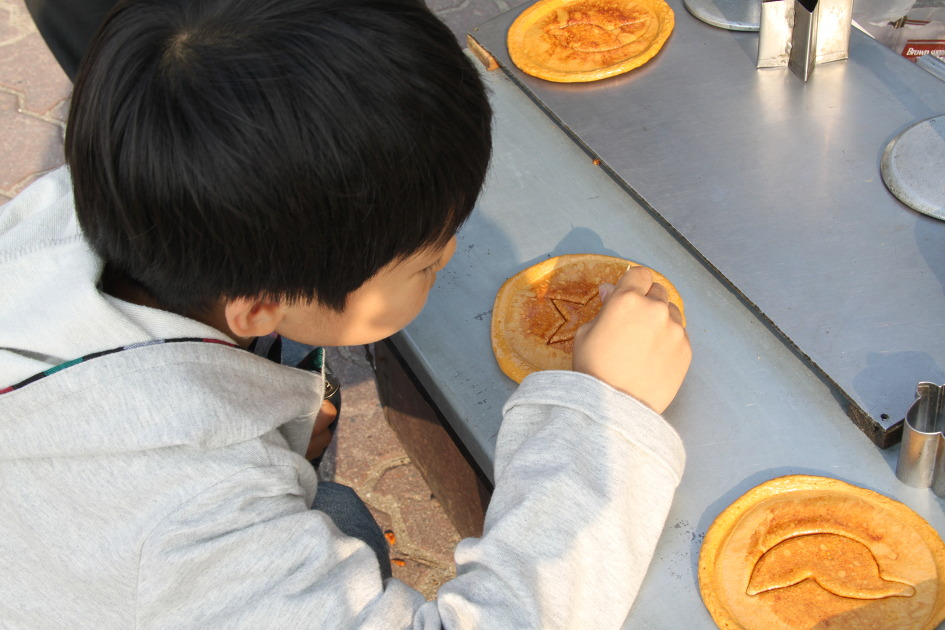
Kisgyerek próbálja tűvel leválasztani az édességbe nyomott formát

A talgona (dalgona) az 1970-es és 80-as években népszerű utcai étel volt, manapság retró édességként fogyasztják. A megolvasztott cukorba egy csipet szódabikarbóna kerül, ami lebomlásakor szén-dioxidot termel, ami az olvadt cukrot felfújja és lyukacsossá teszi, amikor megszilárdul az édesség, könnyű és ropogós állagú lesz. A szódabikarbóna hozzáadását követően a krémes színű elegyet sík felületre öntik, kilapítják és kiszúróformát nyomnak rá. A fogyasztók megpróbálják a forma alakját egy tűvel leválasztani anélkül, hogy eltörnék az édességet. Akinek sikerül, az az utcai árustól kap egy újabb talgonát (dalgonát) ajándékba.
A koreai kávéházakban lehet kapni kávét talgona (dalgona)-ízesítésű habbal, valamint ilyen jellegű süteményeket is. Egyes helyeken pingszu (bingsu)t is ízesítenek vele.

## Megjelenése a médiában
A talgona (dalgona) jelentős szerepet játszott a Nyerd meg az életed című Netflix-sorozatban, ahol az egyik halálos játék során a szereplőknek talgona (dalgona)-formákat kellett tűvel kipiszkálniuk. A sorozat sikere nyomán Koreában az édességet áruló utcai árusok forgalma megduplázódott. A sorozat rajongói otthon is megpróbálták elkészíteni az édességet.
2004-ben Szong Szunghvan (Song Seunghwan) Szeksi talgona (Seksi dalgona) (섹시 달고나) címmel musicalt állított színpadra, melyet 2006-ban nagyszínpadra vitt, majd 2007-ben Japánban is bemutatott.

## Fordítás
- Ez a szócikk részben vagy egészben  a   dalgona című angol Wikipédia-szócikk fordításán alapul.  Az eredeti cikk szerkesztőit annak laptörténete sorolja fel. Ez a jelzés csupán a megfogalmazás eredetét és a szerzői jogokat jelzi, nem szolgál a cikkben szereplő információk forrásmegjelöléseként.